# Disturbios de Stonewall
La revuelta de Stonewall, también conocida como los disturbios de Stonewall, consistió en una serie de manifestaciones espontáneas y violentas en protesta contra una redada policial que tuvo lugar en la madrugada del 28 de junio de 1969, en el pub conocido como Stonewall Inn, ubicado en el barrio neoyorquino de Greenwich Village. Frecuentemente se citan estos disturbios como la primera ocasión, en la historia de Estados Unidos, en que la comunidad LGBT luchó contra un sistema que los perseguía, y son generalmente reconocidos como el catalizador del movimiento moderno pro-derechos LGBT en Estados Unidos y en todo el mundo.
Durante las décadas de 1950 y 1960, las lesbianas, gais, bisexuales y trans estadounidenses debían enfrentarse a un sistema legal hostil. Los primeros grupos homófilos de EE. UU. intentaron demostrar que las personas homosexuales eran parte de la sociedad, y fomentaron una cultura de no confrontación entre homosexuales y heterosexuales. Sin embargo, los últimos años de la década de 1960 fueron muy turbulentos, ya que había muchos movimientos sociales activos, tales como el movimiento afroamericano por los derechos civiles, la contracultura de los 60, el movimiento hippie y las manifestaciones contra la guerra de Vietnam. Este clima beligerante, junto al ambiente liberal de Greenwich Village, influyó para que se produjeran los disturbios de Stonewall.
Eran pocos los establecimientos que acogían a personas abiertamente homosexuales durante las décadas de 1950 y 1960. Los que sí lo hacían eran generalmente bares, aunque sus propietarios y administradores raramente eran gais. El Stonewall Inn, en aquella época, era propiedad de la mafia. Servía a gran variedad de clientes, pero era conocido por ser popular entre las personas más marginadas de la comunidad: transexuales, drag queens, jóvenes afeminados, prostitutos masculinos y jóvenes sin techo. Las redadas policiales en los bares gais eran algo rutinario durante la década de 1960, pero los agentes de policía perdieron repentinamente el control de la situación en el Stonewall Inn y atrajeron a una muchedumbre, provocando que se rebelasen. La tensión entre la policía de Nueva York y los residentes gais de Greenwich Village produjo más protestas la siguiente tarde, y sucesivamente varias noches después. En cuestión de semanas, los residentes del Village rápidamente se organizaron en grupos de activistas para concentrar esfuerzos en aras de establecer lugares para que gais y lesbianas pudieran manifestar abiertamente su orientación sexual sin miedo a ser arrestados.
Tras los disturbios de Stonewall, los gais y lesbianas de Nueva York hicieron frente a obstáculos de índole generacional, de clase y de género para formar una comunidad cohesionada. A los seis meses se habían creado dos organizaciones de activistas gais en Nueva York, con objeto de realizar protestas de confrontación, y además se fundaron tres periódicos para promover los derechos para gais y lesbianas. En pocos años se fundaron organizaciones de derechos homosexuales a lo largo de todo Estados Unidos y a nivel internacional. El 28 de junio de 1970 tuvieron lugar las primeras marchas del orgullo gay en las ciudades de Nueva York y Los Ángeles, conmemorando el aniversario de los disturbios. Con el tiempo, otras ciudades fueron organizando marchas similares. Hoy en día se celebran manifestaciones del orgullo anualmente por todo el mundo hacia finales de junio, para recordar los disturbios de Stonewall.

## Contexto

### La homosexualidad en la primera mitad de siglo
Tras la agitación social producida por la Segunda Guerra Mundial, mucha gente en los Estados Unidos sintió un ferviente deseo de "restaurar el orden social anterior a la guerra y mantener a raya las fuerzas del cambio", según el historiador Barry Adam. Impulsado por el énfasis anticomunista nacional, el senador Joseph McCarthy organizó interrogatorios en su comisión senatorial para localizar a comunistas en el gobierno estadounidense, el ejército de EE. UU. y otras instituciones subvencionadas por el gobierno, dando lugar a una paranoia nacional. Los comunistas, anarquistas y otras personas catalogadas como "anti-estadounidenses" y "subversivas" eran consideradas un riesgo para la seguridad. Los homosexuales fueron incluidos en esa lista en 1950 por el Departamento de Estado de EE. UU., bajo la teoría de que estas personas eran frecuentemente susceptivas de chantaje. El secretario de Estado James E. Webb señaló en un informe que, "se cree generalmente que aquellos que realizan actos abiertamente perversos carecen de la estabilidad emocional de las personas normales". Entre 1947 y 1950, 1.700 solicitudes de trabajo federales fueron rechazadas, 4.380 personas fueron expulsadas del ejército y 420 fueron despedidas de sus trabajos en el gobierno por la sospecha de que fueran homosexuales.
Durante los 50 y 60, el FBI y los departamentos de policía realizaron listas de homosexuales conocidos, registrando sus establecimientos favoritos y sus amistades. Por otro lado, el Servicio Postal de los Estados Unidos mantenía un registro de los domicilios a los que se enviaba por correo material relacionado con la homosexualidad. Los gobiernos locales y estatales siguieron ese ejemplo: los bares que servían a homosexuales fueron cerrados, y sus clientes arrestados y públicamente expuestos en los periódicos. Las ciudades realizaban campañas para librar a los vecindarios, parques, bares y playas de los gais. Se prohibió el uso de la vestimenta del sexo contrario, y las universidades expulsaban a los profesores sospechosos de ser homosexuales. Miles personas de gais, lesbianas y personas transgénero fueron públicamente humilladas, acosadas físicamente, despedidas, encarceladas o ingresadas en hospitales psiquiátricos. Muchas vivían una doble vida, manteniendo sus vidas privadas en secreto y alejadas de sus vidas profesionales. 
En 1952, la Asociación Americana de Psiquiatría catalogó la homosexualidad en el Manual diagnóstico y estadístico de los trastornos mentales (Diagnostic and Statistical Manual, DSM) como un trastorno sociopático de la personalidad. Un estudio detallado de la homosexualidad de 1962 justificaba la inclusión del trastorno como un miedo oculto al sexo opuesto, causado por relaciones padre-hijo traumáticas. Esta opinión tuvo una amplia influencia en la profesión médica de la época. Sin embargo, Evelyn Hooker realizó en 1956 un estudio que comparaba la felicidad y adaptación a su entorno de hombres que se identificaban a sí mismos como homosexuales, con hombres heterosexuales, y no encontró ninguna diferencia. Su estudio conmocionó a la comunidad médica y la convirtió en una heroína para muchos gais y lesbianas, pero la homosexualidad permaneció en el DSM hasta 1973.

### Activismo homófilo y disturbios anteriores

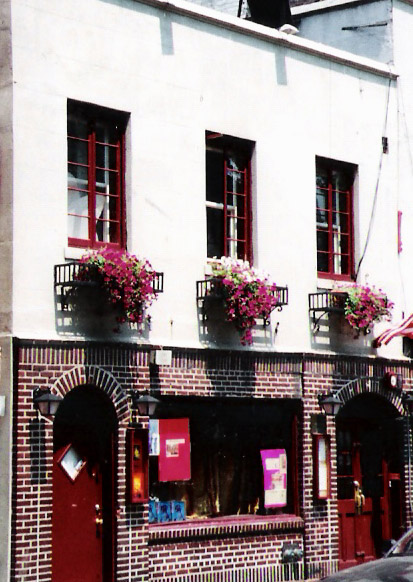
El bar Stonewall Inn en 2005.

En respuesta a la tendencia antihomosexual generalizada, se habían formado dos organizaciones independientes para defender la causa de los homosexuales y procurar oportunidades sociales para que gais y lesbianas pudieran mantener contactos sociales sin miedo a ser arrestados. En 1950 un hombre gay llamado Harry Hay y un grupo de seguidores, cansados del trato discriminatorio por su orientación sexual, fundaron la Sociedad Mattachine. Esta organización unió a gais que habían estado aislados en el ejército y los animó a luchar por sus derechos, proporcionando además asistencia legal, liderazgo e información. Al encontrar una gran oposición a su posición radical, en 1953 la sociedad decidió orientarse hacia la búsqueda de la respetabilidad y la aceptación. El razonamiento era que se podrían cambiar más mentalidades en lo relativo al tema de la homosexualidad demostrando que gais y lesbianas eran personas normales que no se diferenciaban de los heterosexuales. Poco tiempo después, varias mujeres de San Francisco se reunieron para formar el grupo Daughters of Bilitis (DOB) para lesbianas. Aunque las ocho mujeres que crearon DOB se juntaban inicialmente en los salones de sus casas para poder tener un lugar seguro donde poder bailar, al crecer DOB desarrollaron objetivos similares a los de la sociedad Mattachine, y animaron a sus miembros a implicarse en la sociedad.
Uno de los primeros desafíos contra la represión gubernamental llegó en 1953. Una organización llamada ONE publicó la revista ONE, Inc. y el Servicio Postal se negó a enviarla por correo. El número de la revista, enviado en un envoltorio de papel ordinario, trataba sobre los homosexuales en matrimonios heterosexuales. El Servicio Postal alegó que contenía material obsceno. El caso llegó al Tribunal Supremo, que en 1958 sentenció que el veto era ilegal y que One, Inc. podía distribuir su material a través del Servicio Postal de los Estados Unidos.
Las organizaciones homófilas, como eran conocidos los grupos gais, crecieron en número y se expandieron hasta la Costa Este. Gradualmente los miembros de estas organizaciones fueron volviéndose más atrevidos. Frank Kameny fundó la Mattachine de Washington D. C. Había sido despedido del Servicio de Mapas del ejército de Estados Unidos por ser homosexual, e interpuso demandas para ser readmitido sin éxito. Kameny escribió que los homosexuales no eran diferentes de los heterosexuales, frecuentemente dirigiendo sus esfuerzos a los profesionales de la salud mental (algunos de los cuales asistieron a reuniones de DOB y Mattachine, diciendo a los asistentes que eran anormales). En 1965 Kameny, inspirado por el movimiento afroamericano de derechos civiles, organizó un piquete en la Casa Blanca y otros edificios gubernamentales para quejarse de la discriminación laboral que sufrían. Los piquetes causaron una fuerte impresión entre muchos homosexuales, aunque no gustaron a algunos de los líderes de Mattachine y DOB. Al mismo tiempo, las manifestaciones de los movimientos feministas y de derechos humanos y la oposición a la guerra de Vietnam fueron aumentando en prominencia, frecuencia y seriedad a lo largo de la década de 1960, a la par que los enfrentamientos con la policía.
En los márgenes de las escasas y pequeñas comunidades gais existían personas que desafiaban los estereotipos de género. Las personas transexuales, travestis y transgénero conformaban a los representantes más visibles de las minorías sexuales. Echaban por tierra la afirmación cuidadosamente diseñada por DOB y la Mattachine de que los homosexuales eran personas normales y respetables. La Mattachine y DOB consideraban los juicios de los arrestados por llevar ropa del sexo opuesto como algo externo a las luchas de las organizaciones homófilas: similar, pero claramente separado. En este clima, algunos gais y personas transgénero efectuaron una pequeña revuelta en Los Ángeles en 1959 como respuesta al acoso policial. En 1966, diversas personas transexuales, drag queens, taxi boys y travestis se encontraban en la Cafetería Compton's de San Francisco, cuando llegó la policía para arrestarles. Se formó un altercado entre los clientes habituales, que lanzaron a la policía vasos, tazas, platos, rompiendo el escaparate y la cristalera de la puerta del restaurante. Regresaron varios días más tarde para romper de nuevo las ventanas que habían sido reemplazadas. La catedrática Susan Stryker clasifica el disturbio de la Cafetería Compton's como un "acto de discriminación antitransgénero, más que un acto de discriminación por orientación sexual" y relaciona el levantamiento con otros asuntos de género, raza y clase que estaban siendo ignorados por las organizaciones homófilas. Este incidente supuso el inicio del activismo transgénero en San Francisco.

### Greenwich Village

Washington Square Park en Greenwich Village.

Los barrios neoyorquinos de Greenwich Village y Harlem se habían convertido en el lugar de residencia de una considerable parte de la población homosexual tras la Primera Guerra Mundial, cuando muchos hombres y mujeres que habían servido en el ejército aprovecharon la oportunidad de establecerse en las grandes ciudades. Los enclaves de gais y lesbianas, descritos en un periódico de la época como "mujeres de pelo corto y hombres de pelo largo", desarrollaron una subcultura específica en las dos décadas posteriores. La ley seca benefició sin proponérselo a los establecimientos gais, ya que el beber alcohol se convirtió en una conducta clandestina al igual que otras actividades consideradas inmorales. La ciudad de Nueva York había aprobado leyes contra la homosexualidad en negocios públicos y privados, pero al haber una alta demanda de alcohol, los speakeasies y bares improvisados eran tan numerosos y temporales que las autoridades eran incapaces de controlarlos todos.
La represión social de la década de 1950 provocó una revolución cultural en Greenwich Village. Surgió una cohorte de poetas, después denominada la generación beat, que escribieron sobre la anarquía, las drogas y los placeres hedonísticos. Entre ellos estaban Allen Ginsberg y William S. Burroughs, ambos residentes del Greenwich Village, que también escribieron sobre la homosexualidad. Sus escritos atrajeron a personas de mentalidad abierta y a homosexuales que buscaban una comunidad propia.
A inicios de la década de 1960 se encontraba en pleno apogeo una campaña para librar a la ciudad de Nueva York de bares gais, ordenada por el alcalde Robert F. Wagner, Jr., que preparaba la Feria mundial de Nueva York de 1964 y que estaba preocupado por la imagen de la ciudad. La ciudad revocó las licencias para servir alcohol en los bares y policías encubiertos intentaban arrestar a la mayor cantidad posible de homosexuales, lesbianas y personas transexuales, travestis y transgénero justificando las detenciones con delitos a los que ellos mismos incitaban. Para lograrlo, habitualmente, un agente encubierto entablaba una conversación con un hombre que había encontrado en un bar o un parque público. Si la conversación derivaba en la posibilidad de mantener relaciones sexuales o si aceptaba una bebida a la que le invitaba el agente, el hombre era arrestado por incitación a actividades prohibidas. Un artículo en el New York Post describió un arresto en el vestuario de un gimnasio en el que un agente se tocó la entrepierna y empezó a gritar; cuando un hombre le preguntó si estaba bien, fue arrestado. Pocos abogados defendían casos como estos, que consideraban indeseables e incluso algunos proporcionaban descuentos en sus honorarios a los agentes encubiertos.
La Sociedad Mattachine consiguió que el recién electo alcalde John Lindsay pusiera fin a la campaña de acoso policial en Nueva York. No tuvieron tanto éxito con la State Liquor Authority (Autoridad Estatal de Bebidas Alcohólicas). Aunque ninguna ley prohibía que se sirviera a homosexuales, las cortes permitían a la Autoridad que ejerciera de forma discrecional la aprobación y revocación de las licencias para establecimientos que fomentaran conductas "desordenadas". A pesar de que había una gran población gay, lésbica, travesti, transgénero y transexual en el Greenwich Village, existían muy pocos lugares, a excepción de los bares, donde pudieran reunirse abiertamente sin ser acosados o arrestados. En 1966 la sección neoyorquina de la sociedad Mattachine organizó una reunión para beber en un bar de Greenwich Village frecuentado por hombres gais, para ilustrar la discriminación a que se enfrentaban los homosexuales.
Ninguno de los bares frecuentados por gais y lesbianas tenía propietarios gais. Casi todos eran propiedad de la mafia italiana, que maltrataba a sus clientes habituales, aguaba el alcohol y cobraba un precio excesivo por las bebidas. Estos establecimientos debían pagar lo que llamaban "la gayola" para que los locales pudieran seguir abiertos. Sin embargo también sobornaba a la policía para prevenir las redadas frecuentes.

### Stonewall Inn

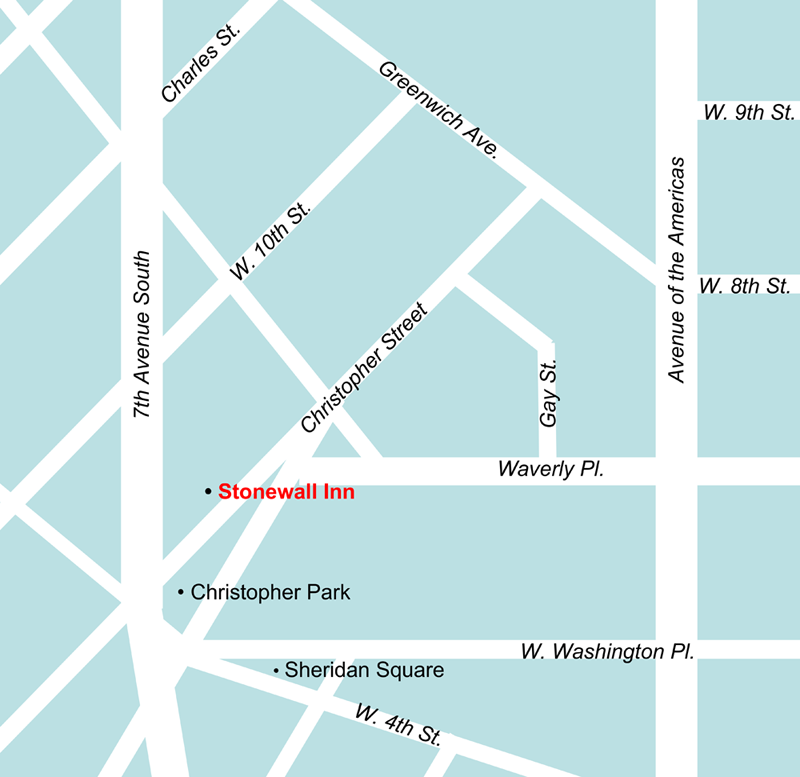
Posición de Stonewall Inn en Greenwich Village.

El Stonewall Inn, ubicado en los números 51 y 53 de la calle Christopher, como otros establecimientos de la ciudad, era propiedad de la familia Genovese. En 1966 tres miembros de la mafia invirtieron 3500 dólares para convertir el Stonewall Inn en un bar frecuentado por travestis, transexuales y transgénero; el dueño del Stonewall Inn era amante de una persona transgénero. Después de haber sido un restaurante y un club nocturno para heterosexuales. Una vez a la semana, un policía recogía un sobre de dinero como soborno que lo denominaban "la gayola" ya que el Stonewall Inn no contaba con una licencia para vender bebidas alcohólicas. Tampoco contaba con agua corriente, por lo que los vasos sucios se enjuagaban en una palangana con agua para ser utilizados de nuevo. No había salidas de emergencia y constantemente había problemas con el drenaje de los baños. Aunque en el bar no había prostitución, se vendían drogas y se realizaban otras prácticas ilícitas. Era el único bar para personas transexuales, travestis y transgénero en la ciudad de Nueva York donde se permitía bailar, por lo que, desde su reapertura como un lugar LGBT+ (lésbico, gay, bisexual, trans y otros), el baile era su atracción principal.
En 1969 los clientes del Stonewall Inn eran recibidos por un portero que los inspeccionaba a través de una mirilla. La edad mínima legal para el consumo de bebidas alcohólicas era de 18 años y, para prevenir la entrada de policías encubiertos, los visitantes debían ser reconocidos por el portero o debían tener aspecto de personas transgénero, travestis o afeminados o mujeres masculinas para poder entrar. La entrada costaba 3$ durante los fines de semana, lo que incluía dos vales de bebida. Se obligaba a los clientes a firmar con sus nombres auténticos en un libro para hacer constar que entraban en un club privado para adultos, pero raramente lo hacían con sus nombres verdaderos. 
Había dos pistas de baile en el Stonewall. El interior era de color negro, para crear un ambiente muy oscuro que se acentuaba con luces de color y lámparas de luz negra. Si se detectaba la presencia policial encendían las luces normales para indicar que todos debían dejar de bailar o de tocarse. En la parte de atrás del bar había una sección más pequeña que frecuentaban las travestis, transgéneros y transexuales y hombres afeminados, o en el argot español, con pluma. El Stonewall era uno de los dos únicos bares donde podían acudir hombres afeminados que se maquillaban y se cardaban el pelo (aunque usaban vestimenta de hombre). Los jóvenes sin techo que dormían en Christopher Park, que está al frente, solían intentar entrar para que los clientes les invitaran a beber. La edad de los clientes oscilaba entre los jóvenes que no llegaban a la veintena, hasta los que sobrepasaban los treinta y había una proporción aproximadamente igual de blancos, negros e hispanos. Debido a la diversidad demográfica, su ubicación y la atracción del baile, el Stonewall Inn era el bar gay más popular de la ciudad.
Las redadas de la policía eran comunes. De promedio ocurrían una vez al mes en cada bar. Muchos bares almacenaban más bebidas en un compartimento secreto detrás del bar, o en un vehículo estacionado cerca, para proseguir con el negocio lo antes posible si se decomisaba el alcohol. La gerencia del bar generalmente tenía conocimiento de las redadas de antemano gracias a avisos previos de la policía, y las redadas ocurrían lo suficientemente temprano como para permitir que el negocio siguiera después de que la policía terminara.
En una redada típica se encendían las luces, los clientes formaban en fila y se revisaban sus documentos de identidad. Los que no tenían documentos de identificación o usaban ropa del sexo opuesto eran arrestados. A los demás se los dejaba en libertad. Algunos de los hombres, incluso travestis y mujeres transexuales vestidas con ropa femenina, usaban sus cartillas militares como identificación. Las mujeres transgénero tenían que llevar un mínimo de tres prendas de ropa masculinas o de lo contrario eran arrestadas. También se solía arrestar a los empleados y gerentes de los bares. Durante el periodo inmediatamente anterior al 28 de junio de 1969 se habían estado realizando redadas de manera más frecuente en los bares de la zona. El Stonewall Inn había sido objeto de una redada policial el martes anterior de los disturbios de Stonewall y habían sido clausurados otros dos clubs del Greenwich Village, el Checkerboard y el Tele-Star.

## Los disturbios

### La redada

Plano del interior en 1969.

A la 1:20 de la madrugada del sábado 28 de junio de 1969, irrumpieron cuatro policías vestidos de civil con dos oficiales de policía en uniforme de patrulla, el detective Charles Smythe y el subinspector Seymour Pine, entraron por la puerta principal y anunciaron su presencia a gritos. Antes habían entrado en el bar cuatro agentes de incógnito para inspeccionar, mientras el Escuadrón de Moral Pública esperaba afuera la señal. Una vez dentro, usaron el teléfono de pago del bar para avisar a refuerzos del sexto distrito. Apagaron la música y encendieron las luces principales. Había aproximadamente 200 personas en el bar esa noche. Los clientes que nunca habían experimentado una redada policial estaban desconcertados, pero algunos, reconociendo lo que estaba ocurriendo, corrieron hacia las puertas y las ventanas de los baños. La policía bloqueó las puertas y la confusión aumentó. Uno de los presentes, Michael Fader, recuerda el momento así: "Las cosas pasaron tan rápido que te quedabas sin saber nada. De repente había policías por todas partes y nos dijeron que formáramos fila y tuviéramos lista nuestra identificación para que nos llevaran afuera".
La redada no sucedió como se esperaba. El procedimiento de costumbre era poner en fila a los clientes, revisar su identificación y que policías mujeres llevaran a los clientes vestidos de mujer al baño para comprobar "su sexo" y arrestar a cualquier hombre que estuviera vestido de mujer. Los que iban con ropa de mujer se negaron a ir con las oficiales esa noche. Los demás hombres comenzaron a negarse a mostrar su identificación. Los agentes decidieron llevar a todos los presentes a la comisaría y separaron a las transexuales y travestis en un cuarto en la parte de atrás del bar. Maria Ritter, conocida por su familia como Steve, recuerda: "mi mayor miedo era ser arrestada. Mi segundo mayor miedo era que mi fotografía estuviera en un periódico o reportaje de televisión, ¡con el vestido de mi madre!". Tanto clientes como policías refirieron que la sensación de incomodidad creció rápidamente, agravada por unos policías que comenzaron a manosear de forma inapropiada a algunas de las lesbianas al cachearlas.
La policía había decidido transportar el alcohol del bar en los coches celulares. Se decomisaron veintiocho cajas de cerveza y diecinueve botellas de bebidas destiladas, pero los coches celulares todavía no habían llegado, por lo que los clientes tuvieron que esperar en fila durante unos 15 minutos. A los que no se arrestó, se les echó del bar, dejándoles en libertad, pero no despejaron el lugar rápidamente como era lo normal. La gente se quedó frente al bar y se formó una muchedumbre de personas que observaban el acontecimiento. A los pocos minutos entre 100 y 150 personas se habían congregado cerca del lugar. Algunos habían salido del bar y otros se acercaron tras ver los vehículos de policía y la muchedumbre. A pesar de que los policías echaron a algunos de los clientes a empujones y golpes, algunos clientes liberados por la policía divirtieron a los espectadores con poses y haciendo el saludo militar de manera exagerada. Los aplausos de los observadores les animaban a seguir: "Las muñecas estaban flojas, los cabellos atusados y las reacciones a los aplausos eran clásicas".
El Inspector Pine recordó que cuando llegó el primer coche celular, la muchedumbre, formada mayoritariamente por homosexuales, había aumentado superando al menos diez veces el número de personas inicialmente arrestadas, y todos se callaron de repente. Debido a la confusión en las transmisiones de radio, el segundo coche celular se retrasó en llegar. Los policías empezaron a subir a los miembros de la mafia al primer coche y los espectadores vitorearon. Acto seguido, subieron a los empleados corrientes del bar al coche. Uno de los presentes gritó, "¡Poder gay!", alguien más empezó a cantar We shall overcome (venceremos), a lo que la muchedumbre reaccionó con regocijo y buen humor, mezclado con una "hostilidad creciente e intensa". Un agente empujó a una transexual y ésta contestó dando un golpe al agente en la cabeza con su bolso mientras los observadores empezaron a abuchear. El escritor Edmund White, que paseaba por el barrio, declaró: "Todos están inquietos, enfadados y decididos. Nadie tiene un eslogan, nadie tiene siquiera una intención, pero algo se está gestando". La muchedumbre empezó a arrojar monedas y después botellas de cerveza al coche celular, en respuesta al rumor de que los clientes que todavía estaban dentro del bar estaban siendo agredidos.
Se inició una riña cuando una mujer esposada fue escoltada desde la puerta del bar hasta un coche celular. Se zafó repetidamente y luchó contra cuatro policías, insultando y gritando, durante unos diez minutos. Descrita como una "típica marimacho neoyorquina", había sido golpeada en la cabeza con una cachiporra, tras quejarse de que sus esposas estaban demasiado apretadas, según un testigo. Los presentes recordaron que la mujer era seguramente Stormé DeLarverie. Los relatos de testigos, incluyendo cartas e informes de las noticias de la mujer que luchó con la policía, se contradicen. Mientras que algunos testigos afirman que una mujer que luchó contra su maltrato por parte de la policía causó el enfado de la muchedumbre, algunos informan que varias "lesbianas machonas" habían empezado a contraatacar mientras todavía estaban en el bar. Al menos una mujer ya estaba sangrando cuando fue sacada del bar (Carter, p. 152–153). Craig Rodwell (en Duberman, p. 197) afirma que el arresto de la mujer no fue el incidente principal que provocó la violencia, sino que fue uno de varios acontecimientos simultáneos.</ref> animó a los observadores a luchar cuando miró a los presentes y dijo, "¿Por qué no hacen algo?". Cuando un agente la levantó y la subió al coche, la muchedumbre se convirtió en una turba y se armó el caos: "Fue en ese momento cuando el ambiente se hizo explosivo".

### "El colmo"
La policía trató de contener a las personas y derribaron a algunos de los participantes, lo que encendió aún más a los presentes. Algunos de los arrestados se escaparon del furgón cuando la policía los dejó desatendidos (deliberadamente, según algunos testigos). Mientras la muchedumbre trataba de volcar la furgoneta, dos vehículos de policía y la propia furgoneta, que tenía los neumáticos pinchados, se fueron de inmediato y el Inspector Pine pidió a los agentes que volvieran lo antes posible. La conmoción atrajo a más personas que se acababan de enterar de lo que estaba pasando. Algunos participantes declararon que el bar estaba siendo acosado porque no habían pagado a los policías, por lo que alguien más gritó, "¡Paguémosles!". Las monedas volaron por el aire hacia los policías y los rebeldes gritaron "¡Cerdos!" y "¡Polizontes maricones!". Arrojaron latas de cerveza y los policías reaccionaron tratando de dispersar la muchedumbre. Los participantes encontraron un sitio en construcción cercano donde había pilas de ladrillos. Los policías, cuyo número era inferior al de los manifestantes, que rondaban entre 500 y 600, agarraron a varias personas, como el cantante de folk Dave Van Ronk, quien había llegado a la revuelta desde un bar vecino al Stonewall. Aunque Van Ronk no era gay, había experimentado la violencia policial cuando participó en las manifestaciones contra la guerra: "Según mi forma de pensar, cualquier persona que se opusiera a los policías estaba bien y por eso que me quedé... La policía cometía constantemente atrocidades de todo tipo". Diez agentes de policía se atrincheraron junto a Van Ronk, Howard Smith (un periodista del The Village Voice) y varios detenidos esposados dentro del Stonewall Inn.
Varios relatos sobre los disturbios afirman que no había organización previa ni causa aparente para la manifestación y que lo que había ocurrido era totalmente espontáneo. Michael Fader explicó: 

Todos teníamos un sentimiento colectivo de que habíamos soportado lo suficiente de esta mierda. No era nada tangible que alguien le hubiera dicho a otro, era algo así como que todo lo que había ocurrido a través de los años se había acumulado en esa noche específica y en ese lugar específico, y no fue una manifestación organizada... Todos en la muchedumbre sentimos que nunca íbamos a volver. Era como el colmo. Era hora de reclamar algo que siempre se nos había arrebatado... Todo tipo de personas, todo tipo de motivos, pero más que nada era total indignación, enfado, pena, todo combinado y como que todo siguió su curso. Era la policía la que hacía la mayor parte de la destrucción. Nosotros realmente estábamos tratando de volver a entrar y escaparnos. Y sentimos que por fin teníamos libertad, o libertad para por lo menos demostrar que exigíamos libertad. Ya no íbamos a caminar sumisamente por las noches y dejar que se metieran con nosotros. Nos mantuvimos en nuestros trece por primera vez y eso fue lo que sorprendió a la policía. Había algo en el aire, libertad que hacía falta hacía mucho tiempo, e íbamos a luchar por ella. Se manifestó en dos formas diferentes, pero el resultado final era que no íbamos a ceder. Y no lo hicimos.

La única fotografía sacada la primera noche de los disturbios muestra a los jóvenes sin techo que dormían en el cercano Christopher Park, luchando con la policía. El boletín noticiero de la Mattachine Society ofreció su explicación de la causa de los disturbios un mes después: "Servía principalmente a un grupo de personas que no eran bienvenidas, o no podían costear la entrada, en otros lugares de reunión social homosexual... El Stonewall se convirtió en casa para estos chicos. Cuando fue atacada, lucharon por ello. Eso, y el hecho de que no tenían nada que perder salvo el lugar más tolerante y de mente más abierta de la ciudad, explican el porqué".
Fueron arrojados contra el edificio contenedores de basura, basura, botellas, piedras y ladrillos, por lo que se rompieron las ventanas. Los testigos afirman que las transexuales, los "maricas con pluma", taxi boys y "chicos callejeros" gais, es decir, las personas más marginadas de la comunidad gay, fueron los responsables de la primera descarga de proyectiles y de arrancar un parquímetro que utilizaron como un ariete contra las puertas del Stonewall Inn. Sylvia Rivera, mujer transexual y posteriormente activista LGBT que había estado dentro del Stonewall durante la redada, vestida de mujer, recordó: "Nos habéis tratado como mierda todos estos años, ¿no? ¡Ahora nos toca a nosotros!... Fue uno de los momentos más grandes de mi vida". Los manifestantes prendieron fuego a la basura y la tiraron por las ventanas rotas mientras la policía usaba una manguera contra los incendiarios. Como la manguera no tenía presión no servía para dispersar a la muchedumbre y parecía solamente animarla.
Cuando los manifestantes atravesaron las ventanas (que habían sido cubiertas con contrachapado por los propietarios del bar para disuadir a la policía de asaltar el local) los policías que estaban en el interior sacaron sus pistolas. Las puertas fueron abiertas de par en par y los agentes apuntaron con sus armas a la masa furiosa, amenazando con disparar. El escritor de The Village Voice, Howard Smith, que se encontraba en el interior del bar con la policía, tomó una llave inglesa del bar y se la metió en los pantalones, sin saber si la usaría contra la policía o contra la masa. Vio cuando alguien echó un chorro de combustible dentro del bar y le prendió fuego mientras la policía apuntó, en ese momento se escucharon sirenas y llegaron los bomberos. El disturbio había durado 45 minutos.

### Escalada
La fuerza antidisturbios (Tactical Police Force, TPF) del departamento de policía de la ciudad de Nueva York llegó para liberar a los policías que se encontraban dentro del Stonewall. Un oficial tenía un corte en un ojo y otros cinco resultaron heridos por los escombros que volaban. Bob Kohler, que se encontraba paseando a su perro cerca de Stonewall esa noche, vio como llegaba la TPF:

"Había estado en suficientes disturbios como para saber que la diversión había terminado... La policía estaba totalmente humillada. Eso nunca había sucedido. Estaban más enfadados que nunca, porque todo el mundo se había amotinado... se suponía que los maricas no se podían rebelar... en el pasado, ningún grupo había obligado a la policía a batirse en retirada, por lo que su furia era enorme. Quiero decir, querían matar...".

 Con más efectivos, la policía detuvo a los que pudo y metió a los detenidos en coches patrullas rumbo a la prisión, aunque el inspector Pine apunta que "se desataron luchas con los travestis, que no querían ir dentro del coche patrulla". Un testigo que estaba en la calle confirmó esa versión, diciendo que "todo lo que pude ver sobre quienes estaban luchando es que eran travestis y estaban luchando furiosamente".
Los antidisturbios se formaron en falange e intentaron despejar las calles marchando despacio y dispersando a la multitud. La turba se burló abiertamente de la policía. La multitud se animó, comenzó a improvisar líneas de cancán y a cantar la melodía del The Howdy Doody Show con la siguiente letra: "Nosotras somos las chicas de Stonewall / Nuestro pelo es rizado / No llevamos ropa interior / Mostramos nuestro vello púbico". Lucian Truscott informó en The Village Voice: "La situación estancada provocó que algunos gais bromearan, haciendo una formación en forma de coro frente a la línea policial, que iba pertrechada de cascos y porras. Cuando la fila estaba en pleno baile, la TPF avanzó de nuevo y dispersó la masa de personas, llena de poderosos gais que no cesaban de gritar desde Christopher hasta la Séptima Avenida". Un participante que había estado en el Stonewall durante la redada recuerda que "la policía se abalanzó hacia nosotros y en ese momento me di cuenta de que eso no era bueno, porque me dieron en la espalda con una porra". Otro relato decía: "Es que no puedo quitarme esa visión de la cabeza. Los policías con porras y la fila del coro en el otro lado. Fue de lo más increíble... Y de pronto esa fila del coro, que supongo era una parodia del machismo... Creo que fue en ese momento cuando sentí ira. Porque la gente estaba siendo golpeada con porras. ¿Y por qué? Por una fila de un coro".

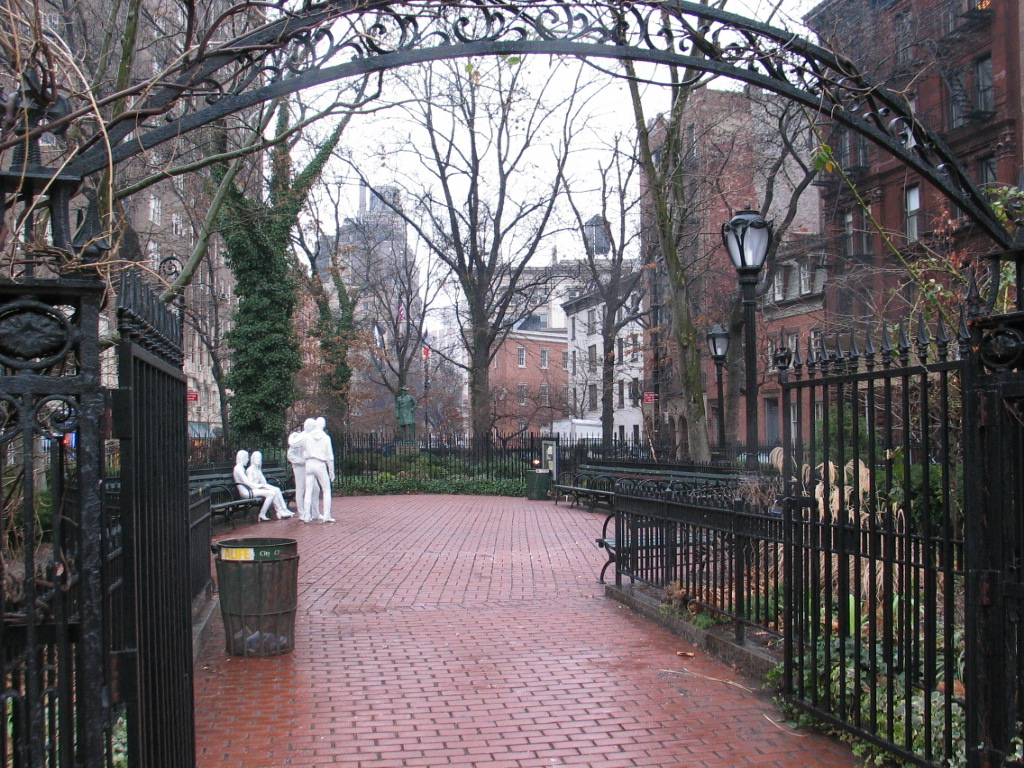
Christopher Park, lugar en el que los manifestantes se reunieron tras la primera noche de disturbios para hablar sobre lo sucedido. Tiene ahora una escultura con cuatro figuras blancas creadas por George Segal, que conmemoran el acontecimiento.

Craig Rodwell, propietario de la librería Oscar Wilde Memorial (ubicada en la misma manzana del Stonewall Inn, un poco más abajo de la calle) informó haber observado a policías perseguir a manifestantes por las estrechas calles, para luego verlos aparecer por la siguiente esquina detrás de la policía. Los miembros de la masa detenían coches, volcando uno para bloquear la calle Christopher. Jack Nichols y Lige Clarke, en su columna publicada en Screw, declararon que "hordas de manifestantes furiosos los persiguieron [a la policía] por varias manzanas, gritando '¡Cogedlos!'".
Sobre las 4:00 de la madrugada, las calles se habían vaciado casi por completo. Muchas personas se sentaban en escalinatas o se concentraron cerca de Christopher Park a lo largo de la mañana, un poco aturdidos ante lo que había sucedido. Muchos testigos presenciales recuerdan el silencio surrealista e inquietante que descendió sobre Christopher Street, aunque "el ambiente [continuaba] electrizado". Uno comentó: «Había cierta belleza en los momentos posteriores a los disturbios... Era obvio, por lo menos para mí, que mucha gente era gay de verdad y, sabes, esta era nuestra calle». Habían sido detenidas trece personas. Algunos de los manifestantes fueron hospitalizados, y cuatro policías resultaron heridos. Casi todo lo que había en el interior del Stonewall Inn fue destruido. El inspector Pine tenía la intención de cerrar y desmantelar el Stonewall Inn esa misma noche. Cabinas de teléfono, aseos, espejos, jukeboxes y máquinas expendedoras de tabaco fueron destrozadas, posiblemente en los disturbios y posiblemente por la policía.

### "Rebelión abierta"
Durante el sitio a Stonewall, Craig Rodwell llamó al The New York Times, al The New York Post y al The New York Daily News para informarles de lo que sucedía. Los tres periódicos cubrieron los disturbios; The New York Daily News incluso puso la noticia en su primera página. Las noticias sobre los disturbios se extendieron rápidamente por todo Greenwich Village, alimentadas por los rumores de que habían sido organizados por los Students for a Democratic Society, los Black Panthers o incluso que fueron causados por "un policía homosexual cuyo compañero de piso se fue a bailar al Stonewall contra sus deseos". Durante todo el sábado 28 de junio la gente acudió a ver el Stonewall Inn, chamuscado y pintarrajeado. Aparecieron grafitis en las paredes del bar, tales como "Drag power" (poder drag), "They invaded our rights" (invadieron nuestros derechos), "Support gay power" (apoya el poder gay) y "Legalize gay bars" (legalicen los bares gais), junto con acusaciones de saqueo a los policías e informando sobre el estado del bar: "Estamos abiertos".
La noche siguiente los disturbios volvieron a la calle Christopher. Los participantes recordarían de distinta manera qué noche fue la más violenta o frenética. Regresaron muchos que habían participado la noche anterior (transexuales, taxi boys, jóvenes de las calles, "reinas"), pero se les unieron provocadores policiales, curiosos e incluso turistas. Lo más destacable para muchos fue la repentina exhibición de afecto homosexual en público, tal como describe un testigo: "De ir a lugares en los que había que llamar a una puerta y hablar con una persona a través de una mirilla para poder entrar. Sencillamente estábamos fuera. Estábamos en las calles".
Miles de personas se reunieron enfrente del Stonewall, que había abierto de nuevo, atascando la calle Christopher, hasta que la marea de gente comenzó a ocupar también las calles adyacentes. La masa rodeó autobuses y coches, molestando a sus ocupantes hasta que admitieran que eran gais o indicaran su apoyo a los manifestantes. Sylvia Rivera vio a una amiga suya saltar encima de un coche cercano que intentaba atravesar la zona, la marea de gente movió el coche de un lado para otro, aterrorizando a sus ocupantes. Otra de las amigas de Rivera, Marsha P. Johnson, trepó a una farola y soltó una pesada bolsa en el capó de un coche de policía, rompiendo el parabrisas. Como en la tarde anterior, se quemaron contenedores de basura por todo el barrio. Más de cien policías acudieron de las comisarías 5, 6 y 9, y sobre las dos de la madrugada se presentó la policía antidisturbios. Se sucedieron las persecuciones policiales y, cuando los policías capturaban a los manifestantes, descritos por la mayoría de testigos como "maricas" o "falderos", la masa se lanzaba para soltarlos. Hubo una batalla callejera hasta las 4 de la madrugada.
El poeta beat y residente en Greenwich Village Allen Ginsberg, que vivía en la calle Christopher, se encontró con el jubiloso caos. Tras averiguar que los disturbios habían tenido lugar la tarde anterior, dijo, "¡Poder gay! ¡No es fantástico! Ya era hora de que hiciéramos algo para reafirmarnos a nosotros mismos", y visitó el Stonewall Inn (ya abierto) por primera vez. Mientras regresaba a casa, dijo a Lucian Truscott, "Sabes, los chicos allí estaban tan guapos, habían perdido esa mirada herida que todos los maricas tenían hace diez años".

### "Situación intolerable"
Durante el lunes y el martes siguientes la actividad en el Greenwich Village fue esporádica, en parte debido a la lluvia. La policía y los residentes mantuvieron algunos altercados, ya que los dos grupos no cesaban de enfrentarse. Craig Rodwell aprovechó la oportunidad para imprimir y distribuir cientos de panfletos que decían: "Sacad a la mafia y a los policías de los bares gais". Los panfletos llamaban a los gais a regentar sus propios establecimientos, a boicotear el Stonewall Inn y otros bares propiedad de la mafia, y apelaban a la opinión pública para que ejerciesen presión sobre el alcalde para que este investigase la "situación intolerable".
No todos en la comunidad gay consideraron la revuelta como algo positivo. Muchos gais de mayor edad y muchos miembros de la Mattachine Society, que habían trabajado durante la década de los 60 para promover la idea de que los homosexuales no eran distintos de los heterosexuales, consideraron vergonzosa la violencia y la exhibición de conductas afeminadas. Randy Wicker, que había participado en los piquetes delante de la Casa Blanca en 1965, dijo que "las reinas chillonas, creando estribillos y pateando, iban en contra de todo lo que yo quería que la gente pensara sobre los homosexuales... que somos un puñado de drag queens en el Village, actuando de manera desordenada, chabacana y de mal gusto". Otros entendieron el cierre del Stonewall Inn, considerado un "tugurio inmoral", como algo positivo para Greenwich Village.
El miércoles, para empeorar la situación, The Village Voice incluyó reportajes sobre los disturbios, escritos por Howard Smith y Lucian Truscott, acompañados de descripciones poco agraciadas de los sucesos y sus participantes: "afeminados" (limp wrists) y "locas domingueras" (Sunday fag follies). Una masa de gente marchó de nuevo por Christopher Street y amenazó con quemar las oficinas del The Village Voice. En esa misma manifestación, de entre 500 y 1000 personas, se encontraban otros grupos que habían tenido anteriormente enfrentamientos sin éxito con la policía y que tenían curiosidad por ver cómo la policía era derrotada en esta ocasión. Tuvo lugar otra explosiva batalla callejera con igualdad de heridos entre manifestantes y policías, saqueos en las tiendas locales y el arresto de cinco personas. Los incidentes del miércoles por la tarde duraron una hora aproximadamente y fueron resumidos de esta forma por un testigo: "Se ha corrido la voz. Christopher Street será liberada. Los maricas se han hartado de la opresión".

## Repercusiones

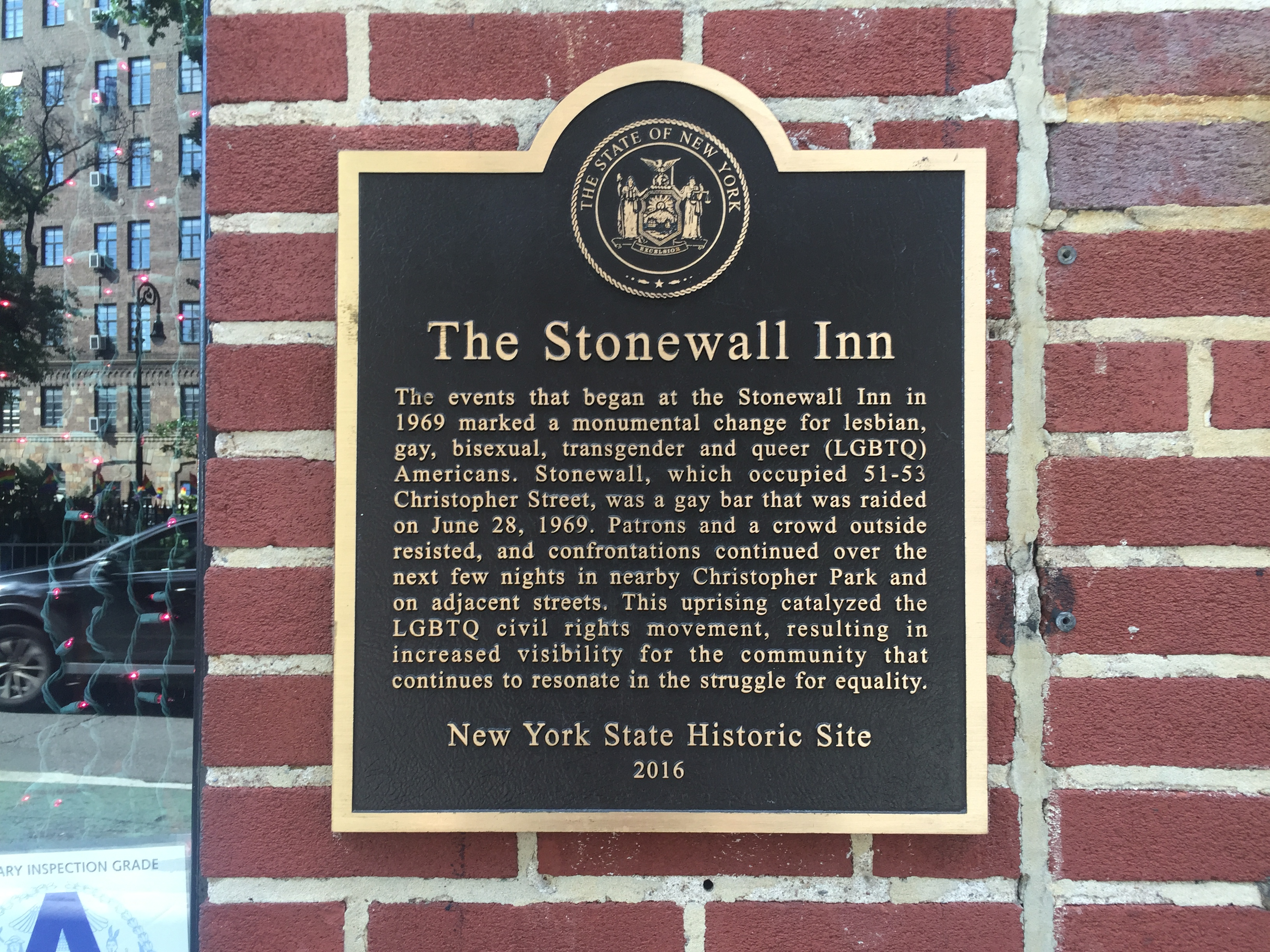
Placa conmemorativa

La sensación de urgencia se extendió por Greenwich Village, incluso entre aquellos que no habían presenciado los disturbios. Muchos de los que se habían sentido conmovidos por la rebelión asistieron a reuniones organizativas, al intuir una oportunidad para entrar en acción. El 4 de julio de 1969 la Mattachine Society realizó su piquete anual delante del Independence Hall de Filadelfia, llamado Recordatorio anual. Los organizadores, Craig Rodwell, Frank Kameny, Randy Wicker, Barbara Gittings y Kay Lahusen, que habían participado durante varios años, tomaron un autobús junto a otros manifestantes desde la ciudad de Nueva York hasta Filadelfia. Desde 1965 estas manifestaciones habían sido muy controladas: las mujeres llevaban falda y los hombres traje y corbata y todos caminaban tranquilamente en filas organizadas. Ese año Rodwell recordó que se sentía prisionero de las normas que había establecido Kameny. Cuando dos mujeres se cogieron de la mano espontáneamente y Kameny las separó, diciendo: "¡Nada de eso! ¡Nada de eso!". Rodwell convenció a diez parejas para que se cogieran de la mano. Estas parejas hicieron que Kameny se enfureciera, pero generaron más atención que todas las manifestaciones previas. La participante Lilli Vincenz recordaba que, "Estaba claro que las cosas estaban cambiando. Las personas que se habían sentido oprimidas ahora se sentían revitalizadas". Rodwell regresó a la ciudad de Nueva York resuelto a cambiar las formas tranquilas, calladas y tímidas de llamar la atención. Una de sus primeras prioridades fue planificar el Día de la liberación de Christopher Street.

### Gay Liberation Front
Aunque la Mattachine Society había existido desde la década de 1950, muchos de sus procedimientos resultaban demasiado tímidos para las personas que habían sido testigos de los disturbios o que se habían sentido inspiradas por ellos. La Mattachine reconoció el cambio de actitudes en una historia de su boletín titulada, The Hairpin Drop Heard Around the World (La horquilla cuya caída se escuchó en todo el mundo). Cuando uno de los dirigentes de la Mattachine sugirió una «amistosa y dulce» manifestación de vigilia a la luz de las velas, un hombre entre el público se indignó y dijo, "¡Dulce! ¡Una mierda! Ese es el papel que la sociedad está obligando a desempeñar a estas reinas". El Gay Liberation Front (Frente de liberación gay, GLF) se creó poco después, con un panfleto que anunciaba: "¿Cree que los homosexuales están amotinados? ¡Puede apostar su lindo culo a que lo estamos!", siendo la primera organización gay que empleaba la palabra "gay" en su nombre. Organizaciones previas como la Mattachine Society, las Daughters of Bilitis y diversos grupos homófilos habían escondido sus objetivos, eligiendo intencionadamente nombres ambiguos.
El auge de la nueva militancia se volvió evidente para Frank Kameny y Barbara Gittings (que habían trabajado en organizaciones homófilas durante años y cuya actividad había sido muy pública), cuando asistieron a una reunión de la GLF para ver al nuevo grupo. Un joven miembro de la GLF exigió saber quiénes eran y cuáles eran sus credenciales. Gittings, sorprendida, tartamudeó, "Soy homosexual. Por eso estoy aquí". La GLF tomó prestadas técnicas de los manifestantes negros y contra la guerra del Vietnam, alineándose con ellos y con su ideal de que "podían trabajar para reestructurar la sociedad americana". Se sumaron a las acciones de los Black Panthers, fueron hasta la prisión de Nueva York en apoyo de Afeni Shakur y de otras causas de la Nueva Izquierda. Sin embargo a los cuatro meses de haberse creado, el grupo se disolvió cuando los miembros fueron incapaces de llegar a un acuerdo sobre los procedimientos operativos a seguir.

### Gay Activists Alliance
Seis meses después de los disturbios de Stonewall, los activistas fundaron un periódico distribuido en la ciudad llamado Gay. Consideraron que era necesario porque la publicación más liberal de la ciudad, The Village Voice, se negaba a imprimir la palabra "gay" en los anuncios del GLF que buscaban nuevos miembros y voluntarios. Se fundaron otros dos periódicos en un periodo de seis semanas: Come Out! y Gay Power, el número de lectores de estos tres periódicos combinados llegó hasta los 20.000 y 25.000.
Los miembros del GLF organizaron varios bailes para parejas del mismo sexo. Cuando Bob Kohler pidió ropa y dinero para ayudar a los jóvenes sin techo que habían participado en los disturbios (muchos de los cuales habían dormido en Christopher Park o Sheridon Square a la intemperie), la reacción fue un debate sobre el declive del capitalismo. A finales de diciembre de 1969, varias personas que habían ido a reuniones del GLF y que las habían abandonado llenos de frustración, crearon la Gay Activists Alliance (Alianza de activistas gais, GAA). La GAA iba a concentrarse por completo en los asuntos gais, de manera ordenada. Su carta constitucional comenzaba diciendo: "Nosotros como activistas homosexuales liberados exigimos la libertad para expresar nuestra dignidad y valor como seres humanos". La GAA desarrolló y perfeccionó una táctica de confrontación denominada Zap, en la que tomaban por sorpresa a un político durante un acto de relaciones públicas y le obligaban a tratar el tema de los derechos de gais y lesbianas. Se zapeó a muchos concejales de la ciudad, incluyendo al alcalde John Lindsey en varias ocasiones (una de ellas en televisión en la que el público estaba compuesto en su mayoría por miembros de la GAA).
Las redadas en bares gais no se detuvieron tras los disturbios de Stonewall. En marzo de 1970, el inspector Seymour Pine realizó una redada en el Zodiac y en el 17 Barrow Street. Un bar after-hours gay sin licencia para licores o de aforo, llamado The Snake Pit, también sufrió una redada poco después, siendo detenidas 167 personas. Una de ellas, de nacionalidad argentina, se asustó tanto ante la posibilidad de ser deportado por homosexual, que intentó escapar del precinto policial saltando por una ventana desde un segundo piso, quedando su cuerpo atravesado por unas puntas de 36 cm que había en una valla. The New York Daily News publicó una foto muy gráfica del cuerpo atravesado del joven en su portada. Los miembros de la GAA organizaron una manifestación desde Christopher Park hasta la comisaría sexta en la que cientos de gais, lesbianas y simpatizantes liberales se enfrentaban pacíficamente a la TPF. También patrocinaron una campaña de cartas enviadas al alcalde Lindsay en las que el congresista demócrata del Greenwich Village, Ed Koch, rogaba que se terminaran las redadas en bares gais en la ciudad.
El Stonewall Inn sobrevivió unas pocas semanas después de los disturbios. En octubre de 1969 se ofreció en alquiler. Los residentes de Village supusieron que se había convertido en un lugar demasiado notable, además de que el boicot propuesto por Rodwell había hecho mella en el negocio.

### Orgullo gay
El primer aniversario de los disturbios de Stonewall se celebró con el día de la liberación de Christopher Street el 28 de junio de 1970, haciendo una reunión en Christopher Street y la primera marcha del orgullo gay de la historia, que recorrió 51 manzanas hasta Central Park. La marcha necesitó menos de la mitad del tiempo previsto debido a las ganas de los participantes, pero también por la cautela a la hora de andar por la ciudad con signos y pancartas gais. Aunque el permiso para la marcha se envió sólo dos horas antes del inicio de la misma, los manifestantes encontraron escasa resistencia por parte de los espectadores. The New York Times informó (en su portada) que los manifestantes ocupaban toda la calle a lo largo de 15 manzanas. The Village Voice informó positivamente de la marcha, describiendo «la resistencia frontal que nació de la redada policial en el Stonewall Inn un año antes».

Hubo poca animosidad explícita, y algunos viandantes aplaudieron cuando una chica guapa y alta pasó llevando un cartel que ponía "Soy Lesbiana".
Cobertura del The New York Times del día de liberación gay, 1970.

Se realizaron marchas simultáneas en Los Ángeles y Chicago. El año siguiente se realizaron marchas del orgullo gay en Boston, Dallas, Milwaukee, Londres, París, Berlín Oeste y Estocolmo. En 1972 las ciudades participantes ya incluían a Atlanta, Buffalo, Detroit, Washington D. C., Miami y Filadelfia.
Frank Kameny se dio cuenta pronto del cambio fundamental causado por los disturbios de Stonewall. Al ser un organizador del activismo gay desde la década de 1950, estaba acostumbrado a la persuasión, a intentar convencer a los heterosexuales de que las personas homosexuales no eran diferentes a ellos. Cuando marchaba junto a otras personas delante de la Casa Blanca, el Departamento de Estado o el Independence Hall, tan sólo cinco años antes, su objetivo era que pareciera que podían trabajar para el gobierno de los Estados Unidos. Junto a Kameny marchaban diez personas entonces y no avisaron a la prensa de sus intenciones. Aunque se había asombrado por la agitación de los participantes en el Recordatorio Anual de 1969, más tarde dijo que, "Para cuando lo de Stonewall, teníamos de cincuenta a sesenta grupos gais en el país. Un año más tarde había por lo menos mil quinientos. Dos años después, en la medida en que se podían contar, eran unos dos mil quinientos".
Randy Wicker describió la vergüenza por su propia reacción al cambio de actitudes tras los disturbios, de manera parecida al arrepentimiento de Kameny, "como uno de los grandes errores de su vida". La imagen de gais tomándose la revancha contra la policía, tras tantos años de permitir tales comportamientos sin luchar, "desataron un espíritu inesperado entre los homosexuales". Kay Lahusen, que había fotografiado las marchas de 1965, dijo que "Hasta 1969, este movimiento se llamaba de manera general el movimiento homosexual u homófilo... Muchos activistas nuevos consideran la revuelta de Stonewall como el nacimiento del movimiento de liberación gay. Desde luego fue el nacimiento del orgullo gay a escala masiva".

## Legado

### Comunidad inverosímil
A dos años de los disturbios de Stonewall había grupos en favor de los derechos LGBT en cada ciudad importante estadounidense, en Canadá, Australia y Europa Occidental. Las personas que se unían a las organizaciones activistas tenían poco en común entre ellos, con la excepción de sentirse atraídos por personas de su mismo sexo. Muchos de los que iban a las reuniones de la GLF o la GAA quedaban impresionados al ver tantos homosexuales juntos en un mismo sitio. Con frecuencia surgieron obstáculos tales como la raza, la clase, la ideología y el género en los años posteriores a los disturbios. Un ejemplo fue la manifestación de Stonewall en 1973, cuando, momentos después de que Barbara Gittings alabó la diversidad de los asistentes, la activista feminista Jean O'Leary rechazó lo que percibió como burlas hacia las mujeres por parte de los travestis y drag queens que había en el lugar. Durante el discurso de O'Leary en el que decía que las drag queens se reían de las mujeres por diversión y para ganar dinero, Sylvia Rivera y Lee Brewster saltaron al estrado y gritaron «¡Van a bares gracias a lo que las drag queens hicieron por ustedes y estas putas nos dicen que dejemos de ser nosotras mismas!». Tanto las lesbianas feministas como las drag queens se marcharon disgustadas.
O'Leary también trabajó a principios de la década de 1970 para excluir a los travestis de los temas de derechos gais, al sentir que los derechos de los travestis serían demasiado difíciles de conseguir. Sylvia Rivera abandonó el activismo gay en esa misma década para trabajar en favor de temas que afectaban a las personas transgénero y a los travestis. Sin embargo, los desacuerdos iniciales entre los participantes del movimiento con frecuencia se limaron tras posteriores reflexiones. O'Leary más tarde lamentó su postura contra las drag queens asistentes en 1973: "Echando la vista atrás, me parece tan vergonzoso porque mis opiniones han cambiado tanto desde entonces. No me metería con un travesti ahora". «Fue horrible. ¿Cómo pude trabajar para excluir a los travestis y al mismo tiempo criticar a las feministas que en aquel entonces hacían todo lo posible para excluir a las lesbianas?». O'Leary se refería a la Lavender Menace (amenaza lavanda), descripción realizada por la feminista de segunda ola Betty Friedan, en su intento de que las miembros de la National Organization for Women (NOW) se distanciasen de las lesbianas del grupo. Como parte de este proceso, Rita Mae Brown y otras lesbianas que habían sido miembros activos de NOW fueron obligadas a irse de la organización. Prepararon una protesta en 1970 en el Segundo Congreso para Unir a las Mujeres (Second Congress to Unite Women) y obtuvieron el apoyo de muchas asistentas de NOW, consiguiendo su aceptación final en 1971.
El auge del feminismo lésbico en los 70, en ocasiones, entraba de tal forma en conflicto con el movimiento de liberación gay, que algunas lesbianas se negaban a trabajar con hombres gais. Muchas lesbianas encontraban las actitudes de los hombres patriarcales y chovinistas, creían que los hombres gais tenían los mismos prejuicios hacia las mujeres que los hombres heterosexuales. Los temas considerados más importantes para los hombres gais, los procesos por incitación al delito por parte de la policía y por prostitución pública, no eran compartidos por las lesbianas. En 1977 se organizó una marcha del orgullo lésbico como alternativa para no compartir los temas de los hombres gais, especialmente lo que Adrienne Rich denominó "el mundo violento y autodestructivo de los bares gais". La veterana activista homosexual Barbara Gittings eligió trabajar en el movimiento pro derechos gais, razonando que "¿Es cuestión de dónde duele más? A mí me duele más no sólo lo relativo a las mujeres, sino también lo relativo a los gais".
A lo largo de la década de 1970 el activismo gay obtuvo importantes victorias. Una de las más importantes fue la acción de mayo de 1970, que la GLF de Los Ángeles realizó en el congreso de la American Psychiatric Association (APA). En una conferencia sobre modificación de conducta, mientras se proyectaba una película sobre el uso de la terapia electroconvulsiva para reducir la atracción homosexual, Morris Kight y otros miembros de la GLF interrumpieron la película con gritos de "¡Tortura!" y "¡Barbarie!". Tomaron el micrófono para anunciar que los profesionales médicos que prescribían dicha terapia para sus pacientes homosexuales eran cómplices de su tortura. Aunque 20 de los psiquiatras que asistían a la conferencia se marcharon, la GLF se reunió durante una hora con los que se quedaron, intentando convencerlos de que los homosexuales no eran enfermos mentales. Cuando la APA invitó en 1972 a los activistas gais a hablar para el grupo, los activistas llevaron a John E. Fryer, un psiquiatra gay que se puso una máscara porque estaba convencido de que su carrera peligraba de otra manera. En diciembre de 1973, gracias en parte a los esfuerzos de los activistas gais, la APA votó unánimemente retirar la homosexualidad del Manual diagnóstico y estadístico de los trastornos mentales.
Gais y lesbianas se unieron para trabajar conjuntamente en organizaciones políticas de base, en respuesta a la resistencia organizada en 1977 en EE. UU. Una coalición de conservadores denominada Save Our Children (Salvad a nuestros hijos) preparó una campaña para revocar una ordenanza de derechos civiles en el condado de Miami-Dade, Florida. Save Our Children consiguió además revocaciones similares en algunas ciudades estadounidenses en 1978. Sin embargo, ese mismo año, fracasó su campaña de California, denominada la Iniciativa Briggs, que pretendía que se despidiera a todos los empleados homosexuales de los colegios públicos. La reacción a la influencia de Save Our Children y la Iniciativa Briggs en la comunidad gay fue tan grande que muchos activistas lo han calificado como "el segundo Stonewall", marcando el inicio de la participación política.

### Rechazo a la subcultura gay
Los disturbios de Stonewall marcaron un punto de inflexión de tal magnitud, que se renegó de muchos aspectos de la subcultura gay y lésbica previa, tales como la cultura del bar creada a partir de décadas de vergüenza y secretismo, que se quiso olvidar. El historiador Martin Duberman apunta que: "Las décadas que precedieron a Stonewall... continúan siendo percibidas por la mayoría de gais y lesbianas como algún tipo de vasto páramo neolítico". El historiador Barry Adam señala que, "Todo movimiento social debe elegir en algún momento qué debe mantener y qué debe rechazar de su pasado. ¿Qué características son resultado de la opresión y cuáles son auténticas y saludables?". En consonancia con el creciente movimiento feminista de principios de los 70, los roles de butch y femme, que se desarrollaban en bares de lesbianas en los 50 y 60, fueron rechazados, por considerar que: "todos los juegos de rol son enfermizos". Las feministas lésbicas consideraban el papel masculino (butch) en las lesbianas como una arcaica imitación de la conducta masculina. Según Lillian Faderman, algunas mujeres deseaban deshacerse de los papeles que se habían visto forzadas a adoptar. Sin embargo, algunas mujeres volvieron a adoptar estos papeles en los 80, aunque permitían mayor flexibilidad que antes de Stonewall.
El autor Michael Bronski subraya el "ataque a la cultura pre-Stonewall", especialmente existente en los libros pulp para gais, donde los argumentos frecuentemente reflejaban ambivalencia en su identidad gay u odio hacia sí mismos en los protagonistas. Muchas historias terminaban de forma insatisfactoria y drástica, generalmente con suicidio, y los escritores presentaban a sus protagonistas gais como alcohólicos y profundamente infelices. Estos libros, que Bronski describe como «un tipo de literatura ingente y cohesiva, de y para hombres gais», no han sido reeditados y se han perdido para las generaciones siguientes. Bronski rechaza que la razón fuera mera corrección política y afirma que "la liberación gay fue un movimiento de jóvenes cuyo sentido de la historia estaba definido en gran medida por un rechazo del pasado".

### Impacto posterior
Los disturbios que se sucedieron en el bar fueron un ejemplo explícito de la lucha de gais y lesbianas, además de una simbólica llamada a las armas para mucha más gente. El historiador David Carter subraya en su libro sobre los disturbios de Stonewall que el bar en sí podía representar muchas cosas (un centro comunitario, una casa, una oportunidad para la mafia para chantajear a sus propios clientes e incluso un lugar de "explotación y degradación"), pero que el verdadero legado de los disturbios de Stonewall es "la lucha por la igualdad de lesbianas, gais, bisexuales y transexuales". El historiador Nicholas Edsall escribió:

Stonewall se ha comparado con muchos actos de protesta y desafío radical en la historia de América como el motín del té. Pero la comparación más acertada es cuando Rosa Parks se negó a sentarse en un asiento para negros del autobús de Montgomery, Alabama, en diciembre de 1955, lo que originó el movimiento pro derechos civiles moderno. Meses después de Stonewall surgieron grupos radicales de liberación gay y revistas en numerosas ciudades y campos universitarios de América y después en el norte de Europa.

Los historiadores Dudley Clendinen y Adam Nagourney describieron cómo eran los homosexuales antes de la rebelión del Stonewall Inn:

Eran una legión secreta de personas, conocida, pero pasada por alto, ignorada, de la que se reían o era despreciada. Y como poseedores de un secreto, tenían una ventaja, que era una desventaja también, a diferencia de otros grupos minoritarios de Estados Unidos. Eran invisibles. A diferencia de afroamericanos, mujeres, nativos americanos, judíos, irlandeses, italianos, asiáticos, hispanos o cualquier otro grupo cultural que luchaba por el respeto y la igualdad de sus derechos, los homosexuales no tenían marcas físicas o culturales, ni un idioma ni dialecto común que pudiera identificarles entre sí... o ante los demás. Pero esa noche, por primera vez, esa aquiescencia habitual se convirtió en resistencia violenta... Desde esa noche, la vida de millones de gais y lesbianas, y la actitud hacia ellos de la cultura mayoritaria en la que vivían, cambió rápidamente. La gente empezó a aparecer en público como homosexuales exigiendo respeto.

La historiadora Lillian Faderman llama a los disturbios "un disparo que se escuchó en todo el mundo", explica, "la rebelión de Stonewall fue crucial porque supuso la concentración del movimiento. Se convirtió en un emblema del poder de gais y lesbianas. Al llamar a drásticas tácticas de protesta violenta como hacían otros grupos oprimidos, los sucesos de Stonewall sirvieron para indicar a los homosexuales que tenían tantas razones para sentires insatisfechos como los demás".
Joan Nestle, que fundó los archivos Lesbian Herstory Archives en 1975, reconoce el mérito de la "creación a esa noche y el valor que encontró su voz en las calles". Sin embargo se mostró cautelosa a la hora de atribuir el comienzo del activismo gay a los disturbios de Stonewall:

Con certeza no creo que la historia de gais y lesbianas empezara con Stonewall... y no creo que la resistencia comenzara con Stonewall. Lo que sí veo es una unión histórica de fuerzas, y los sesenta cambiaron la forma en que los seres humanos soportaban las cosas en esta sociedad y lo que se negaban a soportar... Sin duda ocurrió algo especial esa noche de 1969 y lo hemos hecho aún más especial en nuestra necesidad de tener lo que llamo un punto de origen... Es mucho más complejo que decir que todo empezó con Stonewall.

Los sucesos de la madrugada del 28 de junio de 1969 no fueron el primer enfrentamiento de los homosexuales con la policía, ni en Nueva York, ni en otros lugares. Ya había habido disturbios en la cafetería Compton's en 1966 y en la Black Cat Tavern de Los Ángeles por una redada en 1967. Sin embargo, diversas circunstancias convirtieron en memorables los disturbios de Stonewall. La ubicación del lugar lo favoreció, con calles estrechas que daban ventaja a los manifestantes sobre la policía. Además, muchos de los participantes y residentes de Greenwich Village pertenecían a organizaciones políticas y pudieron movilizar a una comunidad gay grande y cohesionada en las semanas posteriores a las revueltas. Pero la faceta más destacable de los disturbios de Stonewall fue su propia conmemoración, que se convirtió en los eventos anuales del Día Internacional del Orgullo LGBT.
A mediados los noventa, la inclusión de los bisexuales en la plataforma de la Marcha sobre Washington para Igualdad de Derechos y Liberación de Lesbianas, Gais y Bisexuales de 1993, marcó la incorporación de los bisexuales en el movimiento. La comunidad transgénero seguía teniendo problemas con la comunidad gay, ya que, por un lado se sentían bienvenidos, pero también seguían en desacuerdo sobre las prioridades en las reivindicaciones y la desatención de sus preocupaciones. En 1994, en Nueva York, se celebró "Stonewall 25", una marcha que pasó por la sede de las Naciones Unidas hasta entrar en Central Park. Se estimó que participaron 1,1 millones de personas. Sylvia Rivera lideró una marcha alternativa como protesta por la exclusión de las personas transgénero de estos acontecimientos. La asistencia a los eventos del Día del Orgullo Gay ha ido creciendo sustancialmente en las últimas décadas. La mayoría de las ciudades estadounidenses tienen algún tipo de manifestación de Orgullo, al igual que las ciudades más importantes del mundo. De hecho, las manifestaciones del Día del Orgullo Gay son la mayor concentración anual global de cualquier tipo. Aunque la creciente comercialización de los desfiles (con carrozas patrocinadas por empresas) ha causado cierta preocupación por perder la autonomía que tenían las manifestaciones originales, que sólo dependían de los activistas.
En junio de 1999 el Departamento del Interior de los Estados Unidos designó al 51 y 53 de Christopher Street, la calle misma y las adyacentes como Hito Histórico Nacional, la primera de estas distinciones relacionada con acontecimientos de la comunidad LGBT. En la ceremonia de inauguración, John Berry, ayudante del secretario del departamento de interior, declaró: "Que recordemos para siempre que aquí, en este lugar, hombres y mujeres estaban orgullosos de sí mismos y se mantuvieron firmes, para que podamos ser lo que somos, trabajar donde queramos, elegir donde vivir y a quien amar".
Un nuevo movimiento, denominado Stonewall 2.0 en honor a los disturbios originales, ha surgido entre la nueva generación de gais y lesbianas estadounidenses, que se enfrentan a retos tales como la Proposición 8 y la prohibición de servir abiertamente en el ejército. El 1 de junio de 2009 el Presidente Barack Obama declaró junio como el mes del Orgullo Gay, Lésbico, Bisexual y Transgénero, citando los disturbios como razón para "comprometerse por la igualdad ante la ley para los estadounidenses LGBT". Ese año se cumplía el 40.º aniversario de los disturbios, lo que motivó a la reflexión a periodistas y activistas sobre los progresos realizados desde 1969. Frank Rich, de The New York Times, señaló que no existía ninguna ley federal que protegiera los derechos de los gais estadounidenses. Un editorial en el Washington Blade comparó el violento activismo durante y después de los disturbios de Stonewall con la escasa respuesta actual ante las desigualdades aún existentes. Para conmemorar este aniversario, se realizaron actos y celebraciones por todo el mundo.